# Яни Кьогенеш
Яни Кьоґенеш (крим. Yañı Kögeneş, до 1937 року — ділянка № 36б, Мережине Б, до 2023 року — Шаумя́н) — село Євпаторійського району Автономної Республіки Крим.
У 2015 році село було внесено до переліку населених пунктів, які потрібно перейменувати згідно із законом «Про засудження комуністичного та націонал-соціалістичного (нацистського) тоталітарних режимів в Україні та заборону пропаганди їхньої символіки».
12 травня 2016 року постановою Верховної Ради України № 1352-VIII село перейменоване на Яни Кьоґенеш відповідно до вимог закону «Про засудження комуністичного та націонал-соціалістичного (нацистського) тоталітарних режимів в Україні та заборону пропаганди їхньої символіки». Постанова набрала чинности у 2023 році.

## Населення
Згідно з переписом УРСР 1989 року чисельність наявного населення села становила 42 особи, з яких 21 чоловік та 21 жінка.
За переписом населення України 2001 року в селі мешкало 56 осіб.

### Мова
Розподіл населення за рідною мовою за даними перепису 2001 року:
| Мова              | Відсоток |
| ----------------- | -------- |
| кримськотатарська | 58,93 %  |
| українська        | 12,50 %  |
| російська         | 8,93 %   |
| єврейська         | 5,36 %   |
| грецька           | 1,79 %   |
| інші              | 12,49 %  |